# Sangre de barrio
Sangre de barrio es una serie de historietas creada por Jaime Martín para la revista "El Víbora" en 1989, que narra las vicisitudes de Vicen, un joven marginal de la periferia de Barcelona.

## Trayectoria editorial
Tras su publicación seriada en "El Víbora", Sangre de barrio se recopiló como número 23 de la Colección Historias completas de El Víbora.
En 1993, Jaime Martín la retomó en los números 156 a 163 de la revista, mostrando ya una evidente influencia del manga. Para su recopilación de 1998, incluyó una nueva historieta de 9 páginas titulada Purgatorio.
La tercera parte se publicó en "El Víbora" en 2002, recopilándose tres años más tarde.

## Premios
Con su primera entrega, obtuvo el Premio al autor revelación del Salón internacional del cómic de Barcelona de 1990.